# ألبيرت بيرج (جراح)
ألبرت أشتون بيرج (بالإنجليزية: Albert Ashton Berg) (من مواليد 10 أغسطس 1872 في نيويورك - وتُوفي في 1 يوليو 1950) وهو جراح أمريكي كان لديه ثلاث شقيقات وأربعة أشقاء.
درس بيرج في مدرسة عامة في نيويورك ثم دخل كلية الطب ودرس في كلية سيتي وكلية الأطباء والجراحين بجامعة كولومبيا.
تدرب بيرج في مستشفى ماونت سيناي (مانهاتن) في الفترة من 1894 إلى 1896، قبل أن يتم تعيينه كجراح مساعد في عام 1899. ثم تم ترقيته لاحقا ليصبح جراحاً (1911). كان بيرج رئيس خدمة الجهاز الهضمي هناك بين عامي 1915 و 1934، أصبح جراحا استشاريا عندما تقاعد. بناء على طلب زميله ريتشارد ليويسون، قام بيرج بأول استئصال للقرحة الهضمية في الولايات المتحدة. ووصل إلى أكثر من 500 عملية. اكتسب بيرج شهرة وطنية كمبدع في مجال جراحة البطن، وكان رئيس الكلية الدولية للجراحين من 1943 إلى 1947، فضلا عن زميل أكاديمية نيويورك للطب وزميل فخري في الجمعيات الجراحية الرومانية وتورينو.
تبرع بيرج مع شقيقه هنري (1858 - 1938) بمجموعة من أكثر من 35,000 مطبوعة عن الأدب الأمريكي والإنجليزي إلى مكتبة نيويورك العامة.
كان بيرغ جراح استشاري في عدد من المستشفيات الأخرى قبل وقت وفاته في عام 1950.